# Alcyonidium candidum
Alcyonidium candidum is een mosdiertjessoort uit de familie van de Alcyonidiidae. De wetenschappelijke naam van de soort is voor het eerst geldig gepubliceerd in 1963 door Ryland.